# Résolution 2020 du Conseil de sécurité des Nations unies
Membres permanents
- Chine
- États-Unis
- France
- Royaume-Uni
- Russie

Membres non permanents
- Afrique du Sud
- Allemagne
- Bosnie-Herzégovine
- Brésil
- Colombie
- Gabon
- Inde
- Liban
- Nigéria
- Portugal

Résolution no 2019 Résolution no 2021
La résolution 2020 du Conseil de sécurité des Nations unies a été adoptée à l'unanimité le 22 novembre 2011.

## Résolution
Adoptant à l'unanimité la résolution 2020 au titre du chapitre VII de la Charte des Nations unies, le Conseil a souligné la nécessité pour la communauté internationale de lutter contre la piraterie et ses causes sous-jacentes, y compris l'instabilité persistante en Somalie, dans une réponse globale. Il a de nouveau noté avec préoccupation que l'escalade des versements de rançons et le non-respect de l'embargo sur les armes institué par la résolution 733 (1992) alimentaient le développement de la piraterie dans la région et a appelé tous les États à coopérer pleinement avec le Groupe de surveillance de la Somalie et de l'Érythrée concernant d'éventuelles violations de l'embargo sur les armes.
Le Conseil a renouvelé son appel aux États et aux organisations régionales qui étaient en mesure de le faire à participer à la lutte contre la piraterie en déployant des navires, des armes et des avions militaires, et en saisissant et en éliminant des bateaux, navires, armes et autres équipements connexes utilisés dans le cadre de la piraterie, ou pour lesquels il y a des motifs raisonnables de soupçonner une telle utilisation.
Dans une autre disposition, le Conseil a invité les États membres à aider la Somalie, à la demande du gouvernement fédéral de transition, à renforcer les capacités du pays, y compris les autorités régionales, pour traduire en justice les personnes impliquées dans la piraterie qui utilisent le territoire somalien pour planifier ou entreprendre leurs actes criminels. Il a appelé tous les États à coopérer pour déterminer la compétence et à enquêter sur toutes les personnes responsables d'actes de piraterie au large de la Somalie et à engager des poursuites à leur encontre, ainsi qu'à criminaliser la piraterie en vertu de leur droit interne.